# Anforisco

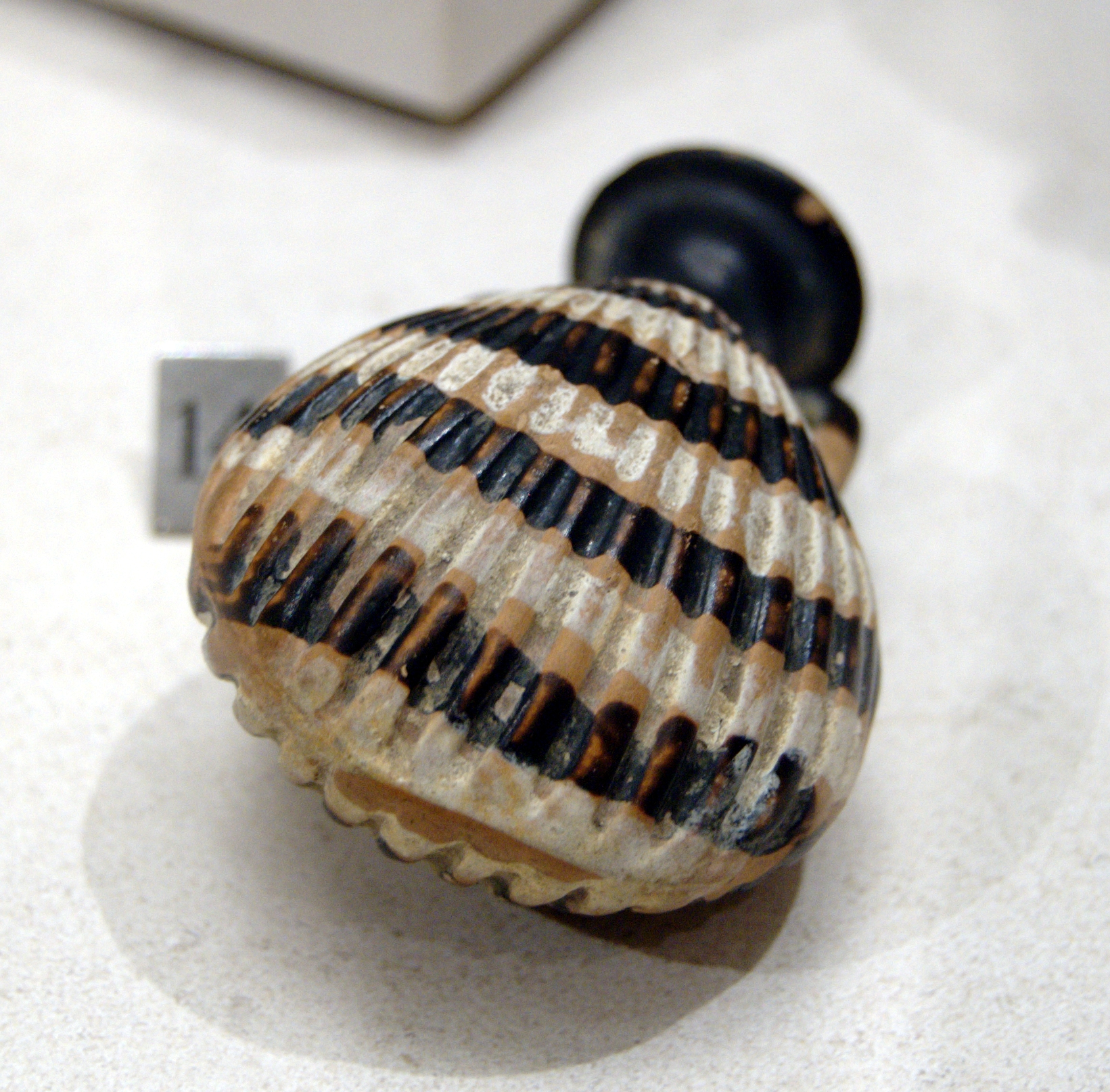
«Amphoriskos bivalvia», o de dos conchas. Museo del Petit-Palais, París.

Anforisco (en griego antiguo: ἀμφορίσκος, en latín: amphoriscus; diminutivo, ‘pequeña ánfora’) es un vaso griego de pequeño tamaño y cuerpo elíptico. Aunque diferentes museos ofrecen una variada y contradictoria tipología, en los manuales de arqueología y cerámica se describe con boca amplia y exvasada, dos asas grandes enfrentadas que bajan de la boca a los hombros de la pieza, y una pequeña base plana.
Su forma se asemeja, como su nombre indica, a una pequeña ánfora, generalmente un ánfora de cuello o un ánfora de transporte. Tiene un cuello similar y un cuerpo que se estrecha  hacia abajo y, normalmente, dos asas. Su altura suele ser de unos 10 cm. Se hacían no solo de arcilla, es decir, de cerámica, sino también de vidrio.
Se ha estudiado también un modelo más pequeño («anforisco cucurbitula», 10-14 cm de altura) y también muy frecuente en los inventarios de las excavaciones. Las conclusiones más aceptadas han llevado a pensar que este modelo 'cucurbitula' (en latín «cucurbita» ο «cucurbitula», denomina al calabacín) no era una vasija, sino una ventosa cuyo supuesto uso sería el de sacacorchos o abrebotellas para los sellos o tapones de resina o pez que cerraban las ánforas. Otro uso probable del anforisco que se ha documentado arqueológicamente ha sido el de "mango fijo al tapón", de forma similar a lo observado con las piñas incrustadas en las tapaderas de ciertas ánforas de Albenga.

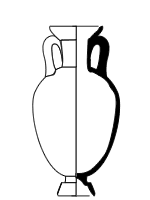
Forma del anforisco por fuera y por dentro.
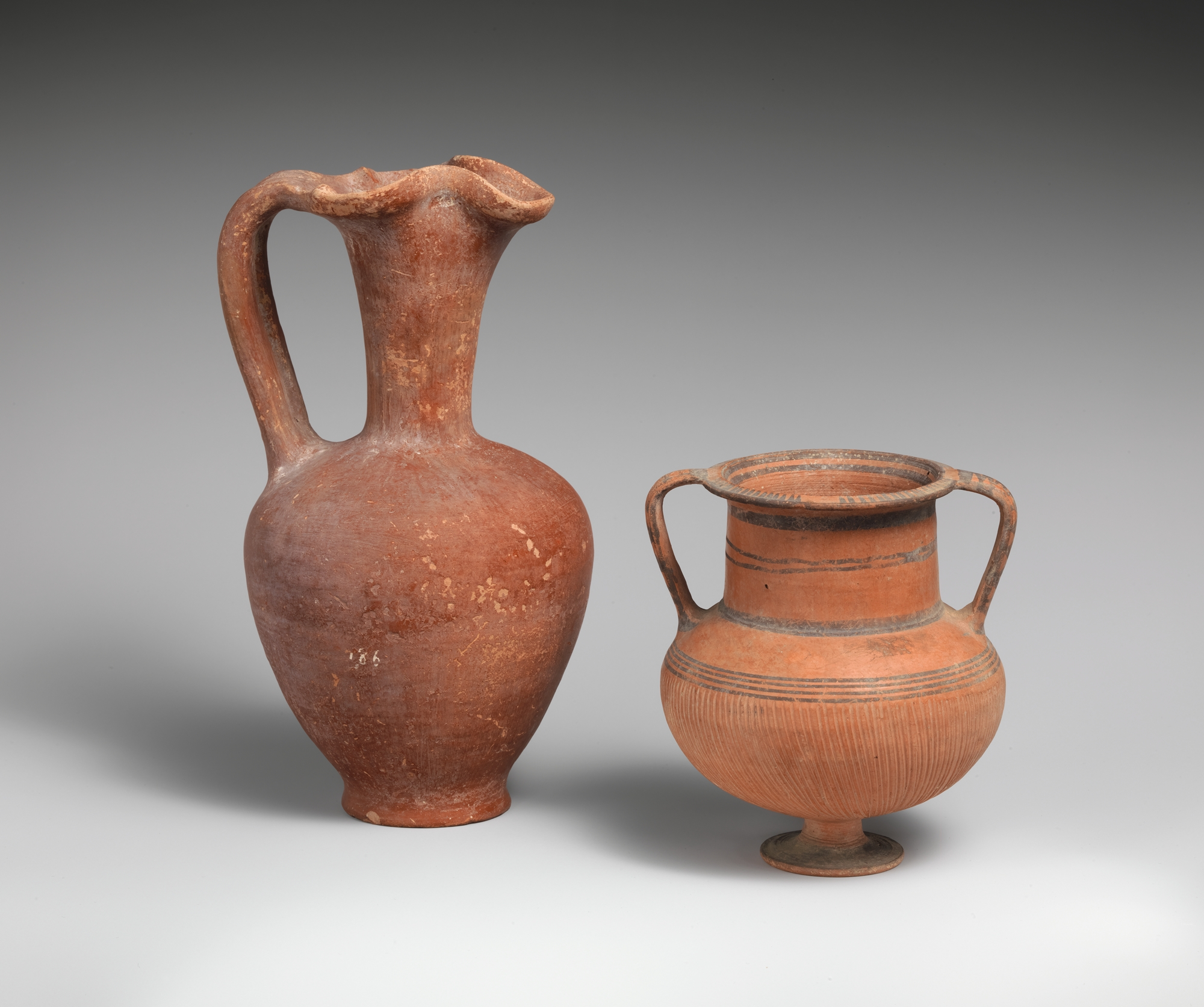
Anforisco chipriota de terracota, c. 850–750 a. C.
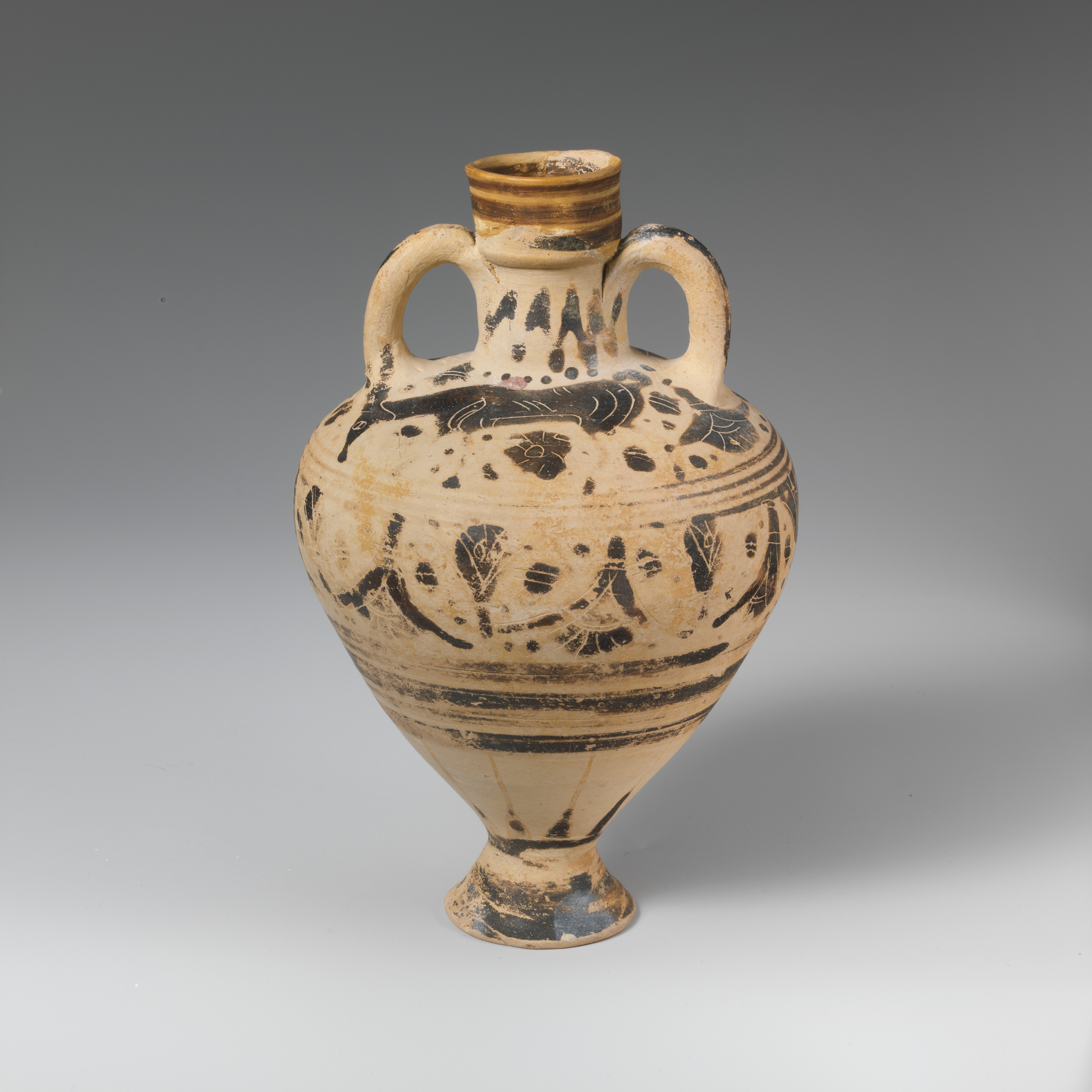
Anforisco de terracota, c. 575–500 a. C.
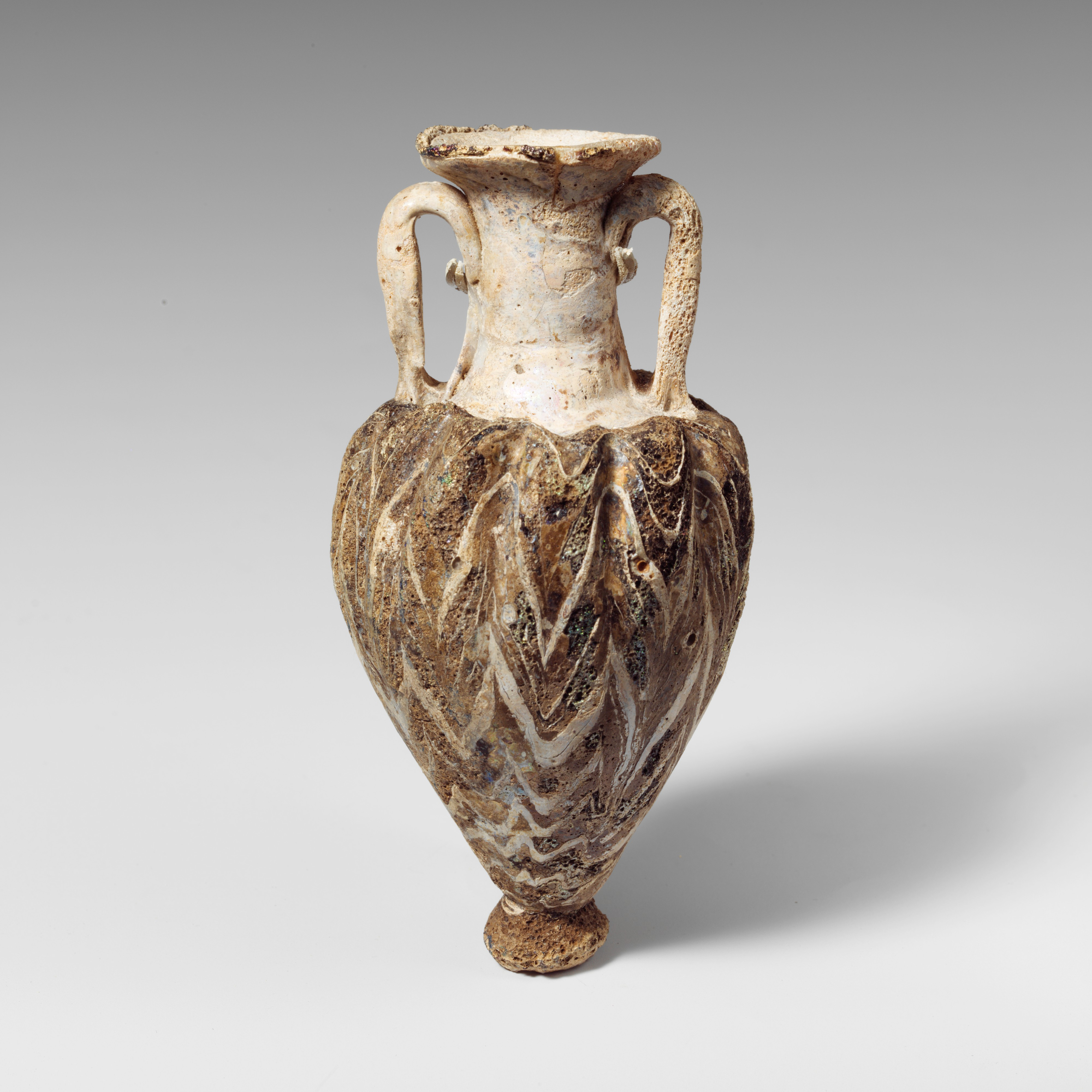
Anforisco de vidrio, 500–400 a. C.
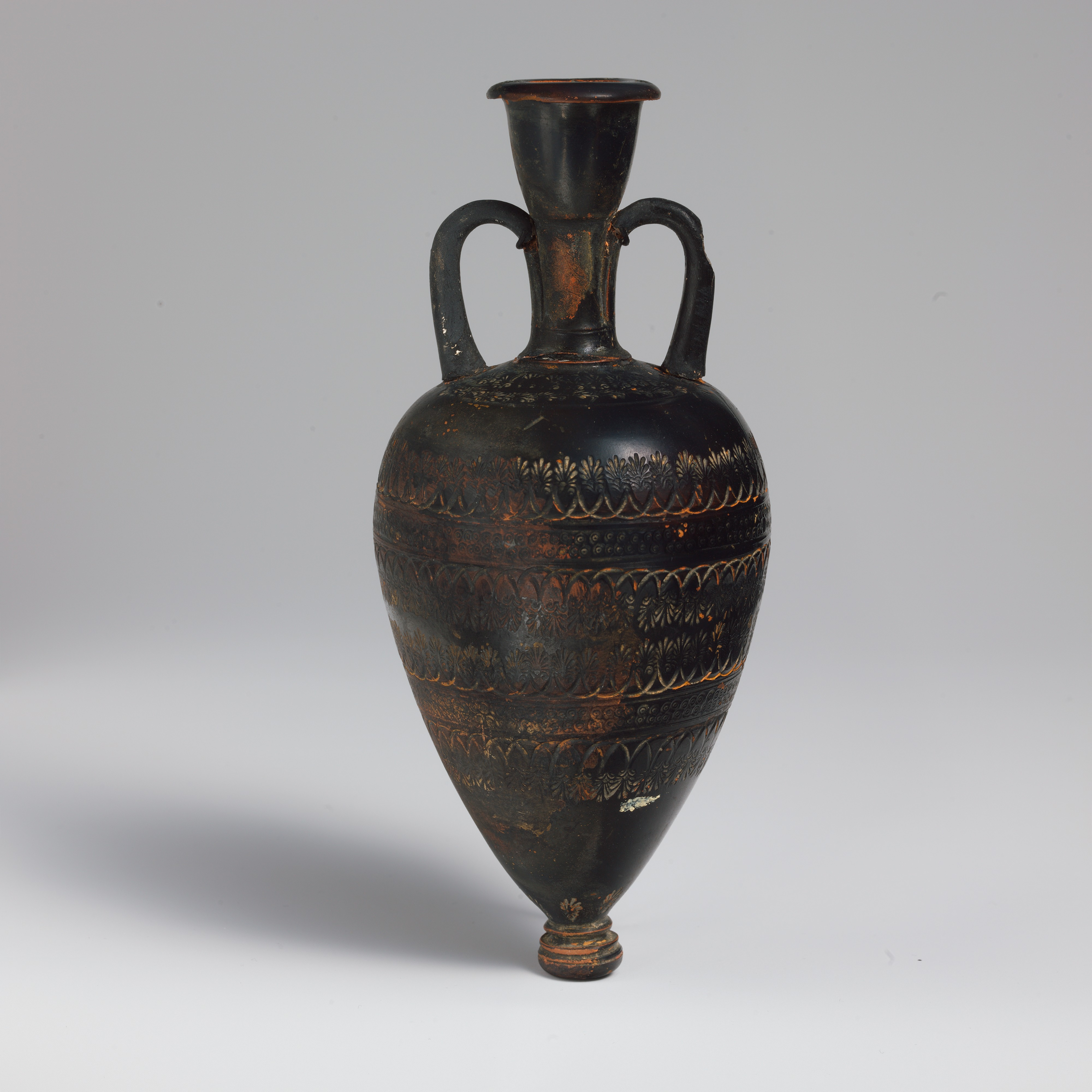
Anforisco de terracota, 300 a. C.
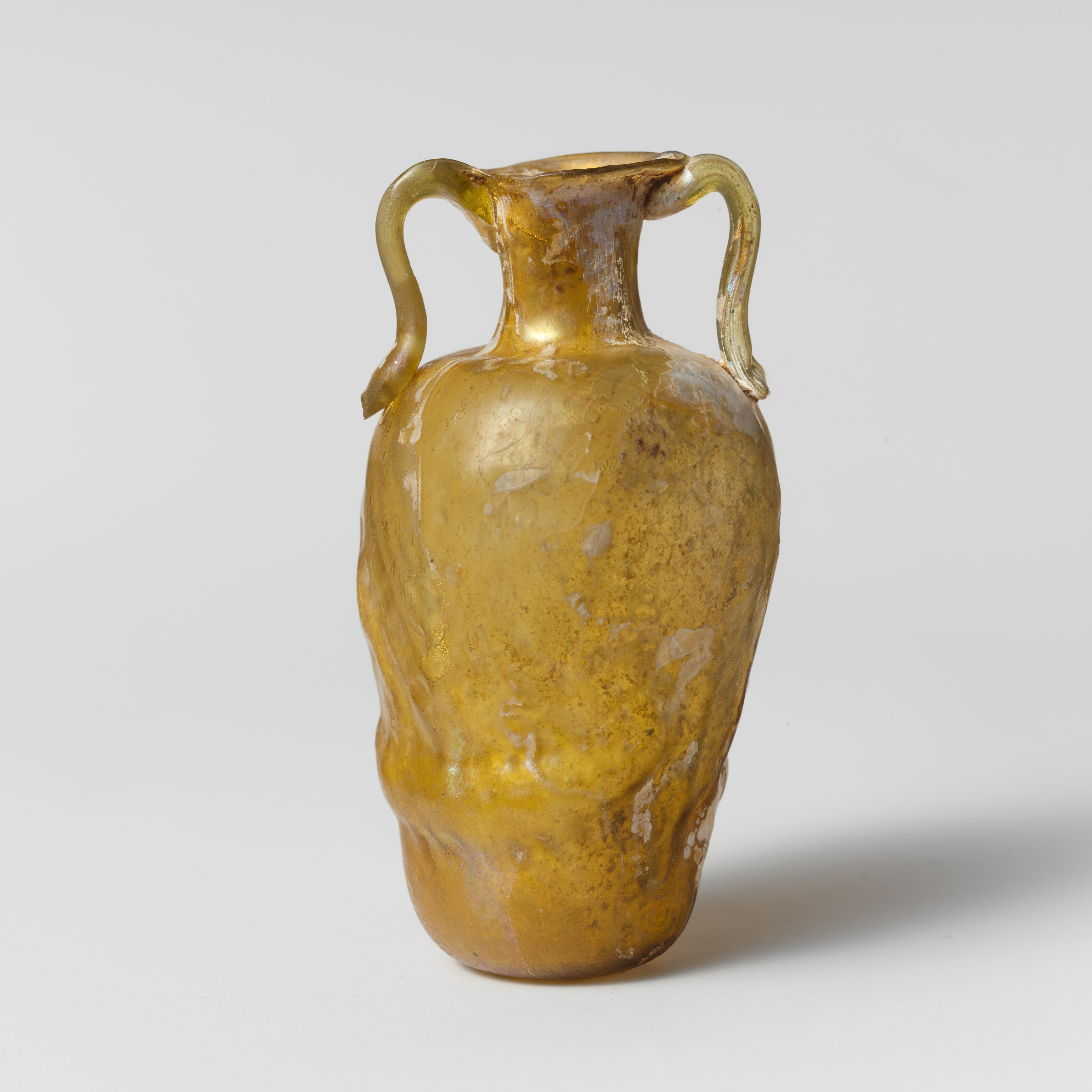
Ánfora de vidrio, siglo I a. C.
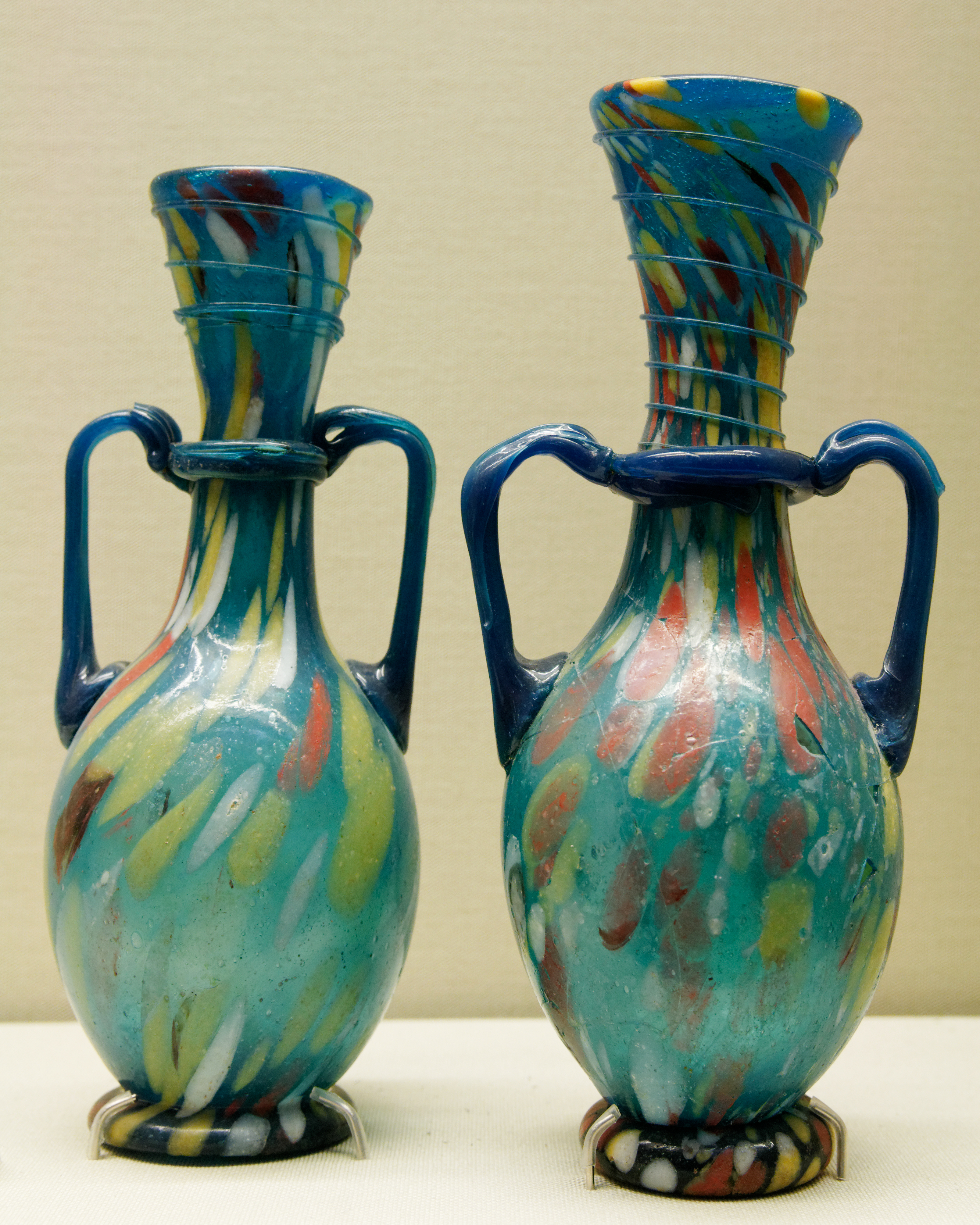
Anforiscos de vidrio, siglo I/siglo II.